# Einar Frydén
Per Einar Johannes Frydén, född 18 augusti 1877  i Otterstads församling, Skaraborgs län,död 22 september 1942 i Stockholm, var en svensk militär och försäkringsman.
Einar Frydén var son till folkskolläraren Carl Frydén. Han blev underlöjtnant vid Första Göta artilleriregemente 1899, genomgick Artilleri- och ingenjörhögskolans högre artillerikurs 1900–1904, var artilleristabsofficer 1909–1912, blev kapten vid Svea artilleriregemente 1912, major vid Generalstaben 1923, major på reservstat vid Svea artilleriregemente 1924 och överstelöjtnant vid sin avgång 1932. Frydén var en framstående matematisk begåvning och hade grundliga kunskaper i artillerivetenskap, var repetitör vid Artilleri- och ingenjörhögskolan 1904–1906 och lärare i artilleri 1912–1920. 1923 blev han VD för Arbetsgivarnas ömsesidiga olycksfallsförsäkringsbolag och 1926 i Arbetsgivarnas ömsesidiga ansvarsförsäkringsbolag, vid vars bildande samma år han medverkat. Frydén var ordförande i 1929 års kommitté för undersökning av olycksfall inom industrin. Han var styrelseledamot i ett flertal bolag och föreningar på socialförsäkringens område och publicerade en mängd artiklar i socialförsäkrings- och arbetarskyddsfrågor. Frydén blev 1919 ledamot av Kungliga Krigsvetenskapsakademien. Han är begravd på Bromma kyrkogård.